# Mariquina
Mariquina és una ciutat i comuna de Xile, que pertany a la província de Valdivia, a l'extrem nord-oest de la Regió de los Ríos. La seva capital és la ciutat de San José de la Mariquina.
El balneari de Mehuín, a l'extrem costaner de la comuna, se situa a 26,7 quilòmetres de San José de la Mariquina.

## Història
Mariquina va ser fundada el 7 de desembre de 1850.
El 1979, la localitat de Ciruelos, corresponent al districte 3 i anteriorment part d'aquesta comuna, va passar a pertànyer a la comuna de Lanco.

## Economia, factors socials i mediambientals
Mariquina es caracteritza per la seva forta activitat forestal. Té gairebé 33.000 hectàrees d'explotació i la Planta Valdivia, de cel·lulosa, que pertany a l'empresa Celco.
Això no obstant, el 2006, la comuna presentava una de les taxes de pobresa més elevades de tota la Regió de los Ríos, amb un 24,3%. D'altra banda, la Planta Valdivia, també coneguda com a Planta de Celulosa Arauco, va tenir una important responsabilitat en 2006 en la contaminació del riu Cruces, que va afectar tant la població com tot l'ecosistema dels voltants.

## Administració
El seu actual alcalde és Rolando Mitre Gatica (PRI). El seu antic alcalde va ser Erwin Pacheco Ayala (DC).